# 萊德亞德 (康乃狄克州)
萊德亞德（英語：Ledyard）是一個位於美國康乃狄克州新倫敦縣的城鎮。

## 地理
萊德亞德的座標為41°26′23″N 72°00′54″W / 41.43972°N 72.01500°W，而該地的平均海拔高度為90米（即295英尺）。

## 人口
根據2010年美國人口普查的數據，萊德亞德的面積為103.60平方千米，當中陸地面積為98.80平方千米，而水域面積為4.80平方千米。當地共有人口15051人，而人口密度為每平方千米145.28人。